# کالینگسوود، نیوجرسی
کالینگسوود (به انگلیسی: Collingswood) شهری در ایالت نیوجرسی کشور ایالات متحده آمریکا است که جمعیت آن در سرشماری سال ۲۰۱۰ میلادی، ۱۳٬۹۲۶ نفر بوده‌است.